# Fujiwara no Morosuke
Fujiwara no Morosuke (藤原師輔, [[[909]] - 960] Erro: {{japonês}}: texto da transliteração contém caractere não latino (pos 17) (ajuda)), também conhecido como Kujō-dono ou Bojo-udaijin , foi um estadista, membro da corte e político durante o período Heian da história do Japão.

## Vida
Morosuke foi o segundo filho de Tadahira , que controlava  a muitos anos o governo como Sekkan (regente) e Daijō Daijin. 
Por volta de 930 Morosuke teve um caso com a filha do Imperador Daigo, a Princesa Kinshi, e mais tarde foi autorizado a se casar com ela. Esta foi a primeira vez que um vassalo japonês que não pertencesse a Casa Imperial conseguiu se casar com uma princesa imperial - em casos anteriores, onde vassalos se casaram com filhas de imperadores, essas filhas eram despojadas de seu status imperial. 

## Carreira
Entre 931 e 947 foi constantemente promovido, passando de Sangi até alcançar o posto de Dainagon.
Em 1939 quando Taira no Masakado iniciou sua rebelião, Fujiwara no Tadabumi foi indicado como  Shōgun (征東大将軍, grande general encarregado de subjugar o leste), mas a rebelião foi sufocada antes que ele pudesse se juntar a batalha. A Corte debateu sobre Tadabumi, o irmão mais velho de Morosuke, Saneyori argumentou que que como Tadabumi não fizera nada, não deveria receber qualquer prêmio. Já Morosuke acreditava que como Tadabumi acatou as ordens e partiu da capital, deveria ser recompensado. Saneyori acabou preso à sua própria posição, mas a opinião pública favorecera Morosuke.
Após este debate, Morosuke foi promovido a Dainagon , e se tornou  General da Guarda Imperial (右近衛大将).
Em 947, o Imperador Suzaku abdicou, e o Imperador Murakami subiu ao trono, promovendo Saneyori ao cargo de Sadaijin, e Morosuke a posição como Udaijin. Essa promoção favoreceu Saneyori, mas este achava que Morosuke poderia lhe causar problemas, pois na prática Morosuke detinha o poder mais do que Saneyori. Já que Morosuke era o avô materno do príncipe herdeiro.
Em 960 Morosuke foi acossado por uma grave doença, e de acordo com as superstições da época tentou cortar o cabelo e fazer a tonsura, mas o Imperador Murakami enviou um mensageiro para dissuadi-lo. Mesmo assim, com o agravamento de sua doença, em 29 de maio cortou seu cabelo, para morrer dois dias depois, em 31 de Maio de 960, aos 51 anos de idade.
Morosuke nunca ocupou o cargo de sekkan (Regente) em sua vida, mas com os sucessivos reinados de seus netos: o Imperador Reizei e o Imperador En'yu após a morte de Murakami colocaram sua família em uma posição de destaque como parentes maternos do imperador. Seu filho mais velho Koretada atuou brevemente como sekkan, e seus outros filhos Kanemichi, Kaneie, Tamemitsu e Kinsue atingiram a posição de Daijō Daijin. Os descendentes dos filhos de Morosuke, formaram a legítima linha da família de regentes Fujiwara.

| Precedido por Fujiwara no Tadahira | -- 11º Líder dos Hokke Fujiwara (949 -960) | Sucedido por Fujiwara no Kaneie  |
| Precedido por Fujiwara no Saneyori | 44º Udaijin (947-960)                      | Sucedido por Fujiwara no Akitada |